# Gerbillus aquilus
Gerbillus aquilus es una especie de roedor de la familia Muridae.

## Distribución geográfica
Se encuentra principalmente en el este de Irán, al sur de Afganistán, y el oeste de Pakistán. 